# 韩佳予
韩佳予（2001年12月24日—），中国女子射击运动员，2023年世界射击锦标赛女子10米气步枪金牌得主、2022年亚洲运动会女子10米气步枪团体金牌得主和女子10米气步枪银牌得主。